# Helga Abret
Helga Abret, auch: Abret-Brauner, (* 1. April 1939 in Breslau; † 21. April 2013, Ort unbekannt) war eine deutsche Germanistin und Übersetzerin.

## Leben
Helga Abret studierte Germanistik und Slawistik in Heidelberg und Nancy. In Nancy wurde sie mit einer Arbeit über Gustav Meyrink promoviert. In Paris habilitierte sie sich an der Sorbonne über den Münchner Verleger Albert Langen. Sie arbeitete als Maître de conférences an der Universität Nancy und 1992 bis 2005 als Professorin für Neuere Deutsche Literatur an der Universität Metz.
Schwerpunkte ihrer Forschung waren das Verlagswesen und die Publizistik im Wilhelminischen Deutschland, die utopischen und phantastischen Literatur um die Jahrhundertwende (Science Fiction) sowie die Literatur des 19. und 20. Jahrhunderts allgemein, unter anderem Georg Drozdowski, Theodor Fontane, Hermann Hesse, Gustav Meyrink, Josef Mühlberger und Friedrich Torberg.

## Werke (Auswahl)
- Gustav Meyrink conteur, Europäische Hochschulschriften, Reihe 1: Deutsche Sprache und Literatur, Bd. 176 (Zugl.: Nancy, Univ., Diss.), Bern/Frankfurt/M.: Lang, 1976, ISBN 978-3-261-02142-7.
- mit Aldo Keel: Im Zeichen des Simplicissimus. Briefwechsel Albert Langen/Dagny Björnson, 1895–1908, München/Wien: Langen Müller, 1987, ISBN 978-3-7844-2144-5.
- mit Aldo Keel: Die Majestätsbeleidigungsaffäre des Simplicissimus-Verlegers Albert Langen. Briefe und Dokumente in Exil und Begnadigung 1898–1903, Texte und Untersuchungen zur Germanistik und Skandinavistik, Band 12, Frankfurt a. Main/Bern: P. Lang, 1985, ISBN 978-3-8204-8877-7.
- Albert Langen. Ein europäischer Verleger, München: Langen Müller, 1993, ISBN 978-3-7844-2459-0.

978-3-261-03709-1
Herausgeberin:
- mit Lucian Boia: Das Jahrhundert der Marsianer. Der Planet Mars in der Science Fiction bis zur Landung der Viking-Sonden 1976, Bibliothek der Science-Fiction-Literatur, Band 32, München: Heyne, 1984, ISBN 978-3-453-31022-3.
- mit Aldo Keel: Das Kopierbuch Korfiz Holms. 1899–1903. Ein Beitrag zur Geschichte des Albert Langen Verlags und des „Simplicissimus“, Frankfurt a. Main/Bern (u. a.): P. Lang, 1989, ISBN 978-3-261-03709-1.
- mit Michel Grunewald: Visions allemandes de la France (1871–1914) / Frankreich aus deutscher Sicht, Bern/Frankfurt a. M. (u. a.): P. Lang, 1995, ISBN 978-3-906754-04-8.
- mit Ilse Nagelschmidt: Zwischen Distanz und Nähe. Eine Autorinnengeneration in den 80er Jahren, Bern/Berlin (u. a.): Lang, 1998, ISBN 978-3-906759-98-2.
- Georg Drozdowski: Mit versiegelter Order. Ausgewählte Gedichte 1934–1981, Aachen: Rimbaud, 2009, ISBN 978-3-89086-525-6.
- Hermann Hesse/Conrad Haußmann: Von Poesie und Politik. Briefwechsel 1907–1922, Frankfurt a. M.: Suhrkamp, 2011, ISBN 978-3-518-42258-8.
- Georg Drozdowski: Damals in Czernowitz und rundum. Erinnerungen eines Altösterreichers, Aachen: Rimbaud, 2013, ISBN 978-3-89086-440-2

Übersetzungen:
- Alain Dorémieux: Spaziergänge am Rande des Abgrunds. Sience-Fiction-Erzählungen, München: Heyne, 1982.
- mit Michael Nagula: Zeit der Frauen. Phantastische Geschichten zur Emanzipation von Science-fiction- und Fantasy-Autorinnen, hrsg. und eingeleitet von René Oth, Darmstadt/Neuwied: Luchterhand 1986, ISBN 978-3-472-61633-7.
- mit Louis Vax: Der König mit der Goldmaske und andere phantastische Erzählungen aus Frankreich, Frankfurt a. Main: Suhrkamp, 1985, ISBN 978-3-518-37624-9.